# Rea (luna)

Rea  (grško Ῥέᾱ: Rea) je drugi največji Saturnov naravni satelit in deveti po velikosti v Osončju.

## Odkritje in imenovanje
Luno Reo je odkril leta 1672 Giovanni Domenico Cassini. Ime ji je dal John Herschel (sin Wiliama Herschela, ki je odkril Saturnovi luni Mimas in Enkelad ). Luno Reo je imenoval po Titanidi Rei (hčerka Urana in Gaje) iz grške mitologije. 

Cassini je imenoval vse štiri Saturnove lune, ki jih je odkril v letih od 1671 do 1684 (Japet, Rea, Tetis in Diona) v čast Ludvika XIV. z imenom Sidera Lodoicea (Ludvikove zvezde).

## Lastnosti
Luna Rea ima povprečen polmer okoli 764 km. Njena gostota je okoli 1,233 kg/m3. Tako nizka gostota pomeni, da jo sestavlja 75% vodnega ledu (gostota 1,000 kg/m3) in 25 % kamnin (gostota 3,250 kg/m3).
Temperatura na osončeni strani je -174 °C, na strani, ki je v senci pa med -200 in -220 °C. Luna se okoli svoje osi zavrti v malo več kot 108 urah, pri tem pa kaže proti Saturnu vedno isto stran (podobno kot Luna proti Zemlji)

## Površina
V primerjavi z lunama Tetis in Enkelad je površina Ree precej temnejša. Kaže podobno spremenljivo površino kot luna Diona, kar kaže na to, da sta obe luni v približno isti fazi razvoja.
Na površini je vidnih veliko kraterjev. Površino lahko na osnovi velikosti kraterjev razdelimo na geološko dve različni področji. Prvo področje vsebuje kraterje, ki so večji od 40 km v premeru, drugo področje (ob ekvatorju in na polih) pa tako velikih kraterjev nima.
Prednja polobla (v smeri gibanja) je polna kraterjev in enakomerno svetla. Podobno kot na Kalistu so kraterji plitvi. Na zadnji polobli so vidni svetli predeli na temnejši podlagi in malo kraterjev. Svetli predeli so verjetno nastali zaradi kriovulkanizma v  zgodnjih obdobjih razvoja lune, ko je bila njena notranjost še tekoča. Opazovanja lune Dione (ki ima še temnejšo zadnjo stran in svetle lise) so potrdila, da so svetle lise v resnici iz ledu. Podobno je verjetno tudi na Rei.